# Jay Cameron
Jay Cameron (ur. 14 września 1928 w Nowym Jorku, zm. 21 marca 2001 w San Diego) – amerykański muzyk jazzowy grający na instrumentach dętych drewnianych (saksofonach, klarnetach).
Cameron zaczynał jako saksofonista altowy, jednak później grał na klarnecie basowym, saksofonie barytonowym i klarnetach typu B.
Jego pierwsze występy zawodowe miały miejsce w latach czterdziestych w Hollywood, gdzie był członkiem orkiestry Ike'a Carpentera (do 1947). Kiedy pod koniec dekady wyjechał do Europy grał wraz z Rexem Stewardem, Billem Colemanem, Royem Haynesem i francuskim pianistą Henri Renaudem. Koncertował we Francji i Włoszech, a na początku lat 50. z różnymi zespołami w Belgii, Niemczech i krajach skandynawskich. W 1955 stale występował w Paryżu z prowadzonym przez siebie zespołem International Sax Band, w skład którego wchodzili m.in.: Bobby Jaspar, Barney Wilen i Jean-Louis Chautemps.
Do Stanów Zjednoczonych powrócił w 1956, grając w zespołach Woody'ego Hermana (1956) i Slide'a Hamptona (1960). Współpracował także z innymi muzykami, wśród których byli: Chet Baker, Dizzy Gillespie, Maynard Ferguson (1957-58), Freddie Hubbard (1958), Candido Camero, Bill Barron, André Hodeir, Hal McKusick czy Les i Larry Elgart. W drugiej połowie lat 60. odbył tournée z Paulem Winterem.